# Stylus (album)
Pour le site web, voir Stylus.
Albums de William Sheller
Piano en ville
(2010)
Stylus est le 13e album studio de William Sheller, sorti le 23 octobre 2015.

## Liste des titres
| 1.    | Youpylong                                     | 2:39 |
| 2.    | Une belle journée                             | 3:15 |
| 3.    | Bus stop                                      | 3:11 |
| 4.    | Sweet piece                                   | 1:58 |
| 5.    | Les Enfants du week-end                       | 2:22 |
| 6.    | Comme je m'ennuie de toi                      | 2:34 |
| 7.    | Petit pimpon                                  | 2:17 |
| 8.    | Intermezzo                                    | 1:42 |
| 9.    | Les Souris noires                             | 3:58 |
| 10.   | Walpurgis / Le Temps d'une heure de ciel bleu | 6:52 |
| 30:48 |                                               |      |